# Cabildo
Cabildo är en kommun i Chile.   Den ligger i provinsen Petorca Province och regionen Región de Valparaíso, i den centrala delen av landet, 120 km norr om huvudstaden Santiago de Chile.
Omgivningarna runt Cabildo är i huvudsak ett öppet busklandskap. Runt Cabildo är det glesbefolkat, med 15 invånare per kvadratkilometer.